# Льюс, Ричард
Ричард Напьер Льюс, барон Льюс (англ. Richard Napier Luce, Baron Luce, род. 14 октября 1936) — британский государственный деятель, лорд-камергер с 2000 по 2006 годы, губернатор Гибралтара с 1997 по 2000 годы, бывший министр, член парламента от Консервативной партии. Барон Льюс.

## Биография

### Происхождение
Родился в Вестминстере. Образование получил в колледже Веллингтон и Колледже Христа. 

### Начало карьеры
С 1955 по 1957 годы служил на Кипре, затем на недолгое время поступил на заморскую гражданскую службу, начав с руководящего поста в Кении (1960—1962). В 1963 году начал работу в Gallaher Group, в 1965 получил должность менеджера по маркетингу в Spirella Company of Great Britain. С 1968 по 1971 годы возглавлял Национальный инновационный центр. С 1972 по 1979 годы также занимал высшие посты в компаниях IFA Consultants Ltd, Selenex Ltd, Courtenay Stewart International.

### Политическая карьера
После неудачи на выборах 1970 года, в 1971 году Льюс как кандидат Консервативной партии был избран в Палату общин от Арундела и Шорхема. После изменения границ избирательных округов, на выборах 1974 года Льюс снова прошёл в парламент, но уже от Шорхема. Покинул парламент после выборов 1992 года.
В 1972 году Льюс был назначен парламентским секретарём министра торговли. После поражения Консервативной партии на выборах 1974 года стал оппозиционным парламентским организатором. После победы консерваторов в 1979 году получил должность младшего парламентского секретаря министра иностранных дел. В 1981 году был повышен до государственного министра иностранных дел. В 1982 году, вслед за министром иностранных дел лордом Каррингтоном подал в отставку в связи с аргентинским вторжением на Фолклендские острова.
В 1983 году Льюс восстановился на службе, вновь заняв пост государственного министра иностранных дел. В 1985 году он вошёл в управление Тайного совета в качестве министра культуры и министра гражданской службы. В 1990 году ушёл в отставку со всех постов.
В 1991 году возведён в рыцарское достоинство.

### Дальнейшая карьера
С 1992 по 1996 года Льюс был вице-канслером Букингемского университета.
В 1997 году королева Елизавета II назначила Льюса губернатором Гибралтара. В этой должности он пребывал до 2000 года.
2 октября 2000 года произведён в пожизненные пэры в качестве барона Льюса из Адура, графство Уэст-Сассекс.
В том же году Льюс стал рыцарем Великого креста Королевского Викторианского ордена и лордом-камергером королевы Елизаветы II. 11 октября 2006 года Льюс оставил пост лорда-камергера.
23 апреля 2008 года Льюс стал рыцарем-компаньоном Ордена Подвязки.
26 апреля 2012 года премьер-министр Дэвид Кэмерон поручил Ричарду Льюсу возглавить комиссию по выборам 105-го архиепископа Кентерберийского, духовного главы Англиканской церкви.
В настоящее время Льюс является президентом Voluntary Arts Network и The Royal Over-Seas League. Он также занимает должность верховного стюарда Вестминстерского аббатства.